# 基諾·法諾
基諾·法諾（Gino Fano，1871年1月5日 - 1952年11月8日）是一位義大利數學家，以有限幾何的創始人聞名。法諾生於義大利曼切華，死於義大利維洛那。
法諾為投影幾何與代數幾何作出許多貢獻。他對幾何基礎的研究比大卫·希尔伯特所做的研究早了十年左右。法諾有兩個兒子，名為烏戈·法諾（Ugo Fano）與羅伯特·法諾（Robert Fano）。
法諾是有限投影空間此一領域裡的先驅。在他證明 n 維投影空間之公理的獨立性與其他定理的文章之中，他認為可推導出有第4個調和點會等於其共軛。這會導出一個具7個點及7條線的配置被包含於一個具15個點、35條線及15個平面的有限三維空間內，其中每條線只包含3個點:114。此一空間內的所有平面均由7個點及7條線所組成，且現在被稱之為法諾平面：
法諾繼續描述任意維度與質數階的有限投影空間。
1907年，法諾為克萊因百科全書貢獻了兩篇文章。第一篇（SS. 221-88）比較解析幾何與綜合幾何在19世紀的發展。第二篇（SS. 282-388）講述幾何內的連續群及以群論作為幾何的統一原則。

## 注記
1. ↑  Collino, Conte & Verra 2013，p. 6
2. 1 2  Fano, G., , Giornale di Matematiche, 1892, 30: 106–132  [2015-08-04], （原始内容存档于2015-07-24）
3. ↑  Fano, Gino. . Encyclopädie der mathematischen Wissenschaften. 1907, 3.1.1: 289–388. doi:10.1007/978-3-663-16027-4_5.

## 外部連結
- 約翰·J·奧康納; 埃德蒙·F·羅伯遜, ,  （英语）
- 基諾·法諾在數學譜系計畫的資料。